# NGC 7311
NGC 7311 is een spiraalvormig sterrenstelsel in het sterrenbeeld Pegasus. Het hemelobject werd op 30 augustus 1785 ontdekt door de Duits-Britse astronoom William Herschel.

## Synoniemen
- UGC 12080
- MCG 1-57-9
- ZWG 404.22
- PGC 69172